# Большая Киселиха
Большая Киселиха – бывшая деревня в Покровской сельской администрации Покровского сельского поселения Рыбинского района Ярославской области. 
Деревня находилась непосредственно на южной окраине города Рыбинск, с внешней стороны Окружной автомобильной дороги города, у её перекрёстка с автомобильной дорогой, ведущей от Рыбинска к посёлку Кстово и непосредственно примыкала с севера к этому посёлку. С внутренней стороны окружной дороги напротив Большой Киселихи расположены Малая Киселиха и Суховское .  Ещё в 1990-х годах Большая Киселиха фигурирует в ряде хозяйственных документов администрации. Однако в настоящее время она не включена в перечень населенных пунктов, а также в другие документы , .  Тем не менее на дороге из Рыбинска в Кстово ещё сохраняется дорожный указатель «Киселиха», присутствует Большая Киселиха и в перечне адресов, обслуживаемых почтовым отделением, правда в отличие от других населённых пунктов, не указаны номера домов в деревне . Вероятно, это надо понимать как поглощение деревни посёлком Кстово.